# Гражданская демократическая партия

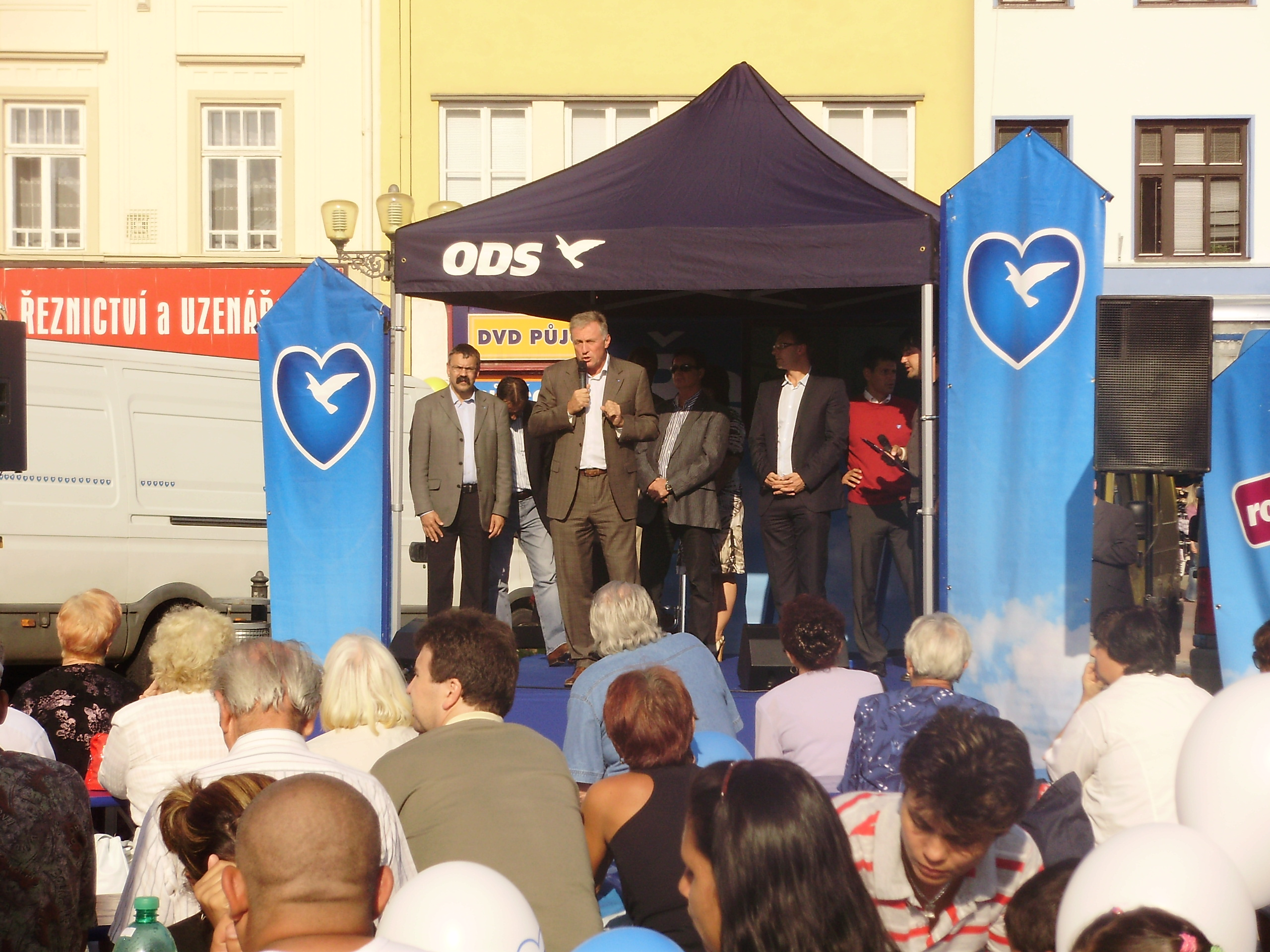
Предвыборный митинг ГДП.

Гражданская демократическая партия (ГДП, чеш. Občanská demokratická strana — ODS) — одна из ведущих политических партий в Чехии, самая влиятельная правоцентристская партия государства, в 1990-х и 2000-х годах.

## История

### Эра Вацлава Клауса (1991—2002)
Партия возникла в апреле 1991 года в результате распада Гражданского Форума на две группы, одна во главе с Вацлавом Клаусом, создала Гражданскую демократическую партию, вторая была более либеральная и создала Гражданское движение (чеш. Občanské hnutí). В ноябре 1991 года, партия заключила коалиционное соглашение с Христианско-демократической партией (чеш. Křesťanskodemokratická strana). На парламентских выборах в 1992 году на федеральном и республиканском уровне победила ODS. Новым федеральным премьер-министром стал Ян Страский, премьером Чешской Республики стал председатель партии Вацлав Клаус. В 1992 году, партия, на равне с ДЗДС несла ответственность за процедуры распада Чехословакии. После создания независимой Чешской Республики, партия активно поддерживала трансформацию чешского общества и экономики. При первом правительстве Клауса, Чехия подала заявки на вступление в ЕС и НАТО.

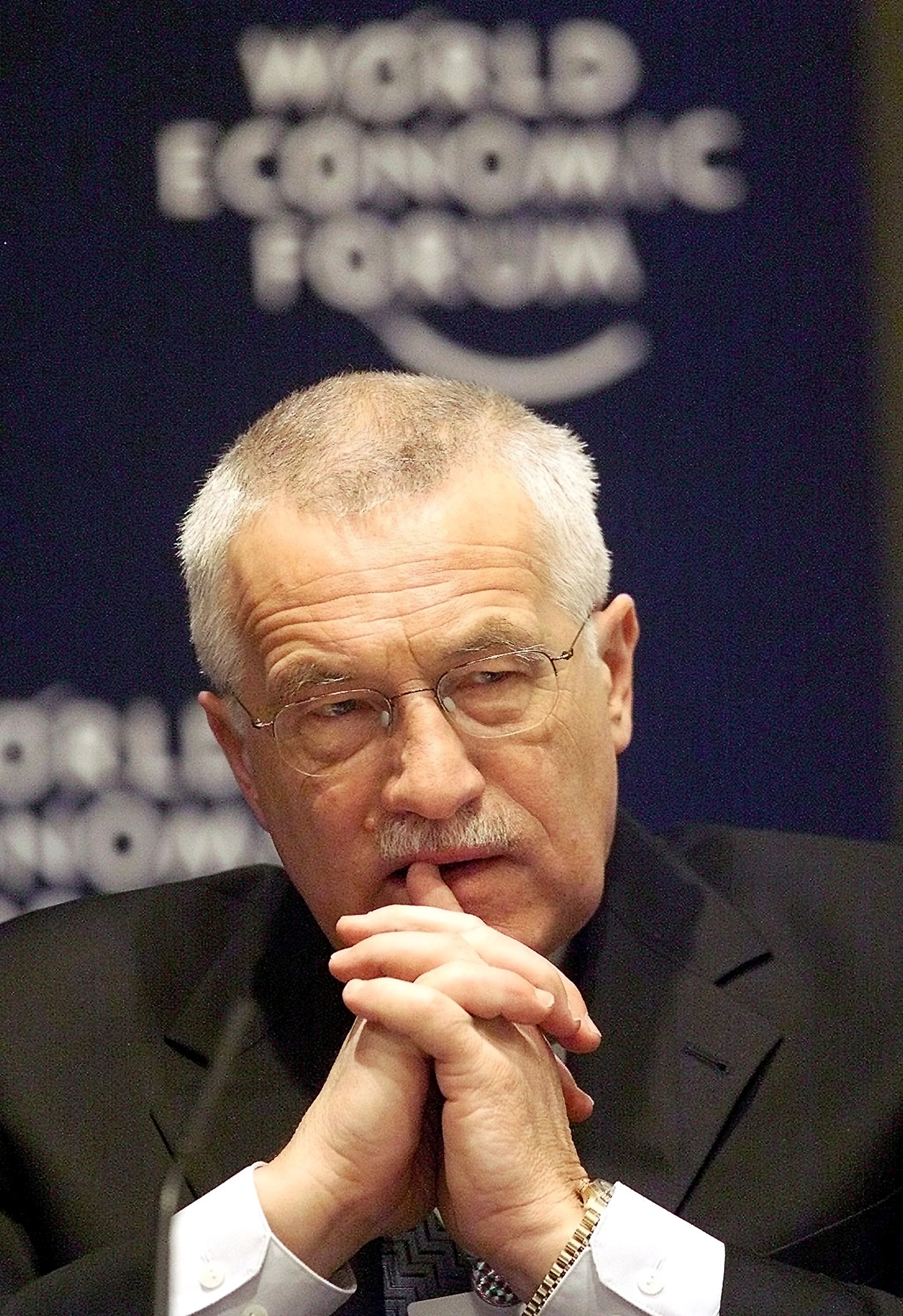
Председатель Вацлав Клаус

В марте 1996 года партия объединилась с Христианско-демократической партией и победила на парламентских выборах в июне 1996 года. Однако, действующее правительство получило 99 мандатов из 101 необходимых для получения доверия нижней палаты парламента. После переговоров, в которых активно участвовал президент Вацлав Гавел, было достигнуто соглашение по новому правительству меньшинства с KDU-ČSL и ODA, которое частично поддержала ČSSD, председатель которой Милош Земан, в свою очередь, стал председателем Палаты депутатов. Осенью 1996 года на первых выборах в Сенат партия получила 32 мандата.
Однако, партия всё больше стала сталкиваться с растущим давлением со стороны общественности (в основном вызванной ухудшением экономической ситуации), давлением со стороны партнеров по коалиции и правительству, а также со стороны собственных рядов. Осенью 1997 года начался скандал в связи с неясным финансированием партии. Скандал вызвал раскол внутри партии и внутри правительства. Вацлав Клаус был вынужден подать в отставку с поста премьер-министра. В декабре на съезде партии, Вацлав Клаус был переизбран председателем партии. После этого, ряд членов во главе с Яном Румлом и Иваном Пилипом покинули партию и в январе 1998 года основали Союз Свободы. Партия не принимала участия в правительстве Тошовского и готовилась к внеочередным парламентским выборам летом 1998 года.
После внеочередных выборов, партия, неожиданно, оказалась на втором месте, несмотря на раскол партии. Несмотря на возможность вернуться к власти, и заключить коалицию с KDU-ČSL и US, Вацлав Клаус отказался вести переговоры с «предателями». Вскоре после этого, партия заключила соглашение с ČSSD, которое в чешском обществе известное как «Оппозиционный договор» (чеш. Opoziční smlouva). Официально же оно называлось «Договор о создании стабильной политической обстановки в Чешской Республике заключенный между Чешской социал-демократической партией и Гражданской демократической партией» (чеш. Smlouva o vytvoření stabilního politického prostředí v České republice uzavřená mezi Českou stranou sociálně demokratickou a Občanskou demokratickou stranou). В результате этого, возникло правительство Милоша Земана.
Перед парламентскими выборами 2002 года, партию покинула ряд политиков во главе с приматором Праги Яном Каслом. Впоследствии они основали партию «Европейские демократы», которая впоследствии объединилась в SNK Европейские демократы.

### Эра Мирека Тополанка (2002—2010)
На парламентских выборах в 2002 году, партия получила ещё меньше мест и голосов, по сравнению с выборами 1998 года. Осенью Вацлав Клаус подал в отставку с поста председателя партии. Новым председателем был избран, в декабре на конгрессе партии, действующий сенатор из Остравы Мирек Тополанек. Его главным соперником был Петр Нечас, которого Тополанек победил с разницей 11 голосов делегатов. Вацлаву Клаусу не понравилась победа Тополанка, которого тот назвал, в смс-сообщении своим коллегам, «фальшивым и пустым Тополем» (чеш. falešný a prázdný Topol). На том же конгрессе партии, Вацлав Клаус был избран почётным председателем партии. С тех пор партия совершила ряд побед на выборах, в которых участвовала, вплоть до осени 2008 года. Это были следующие выборы:

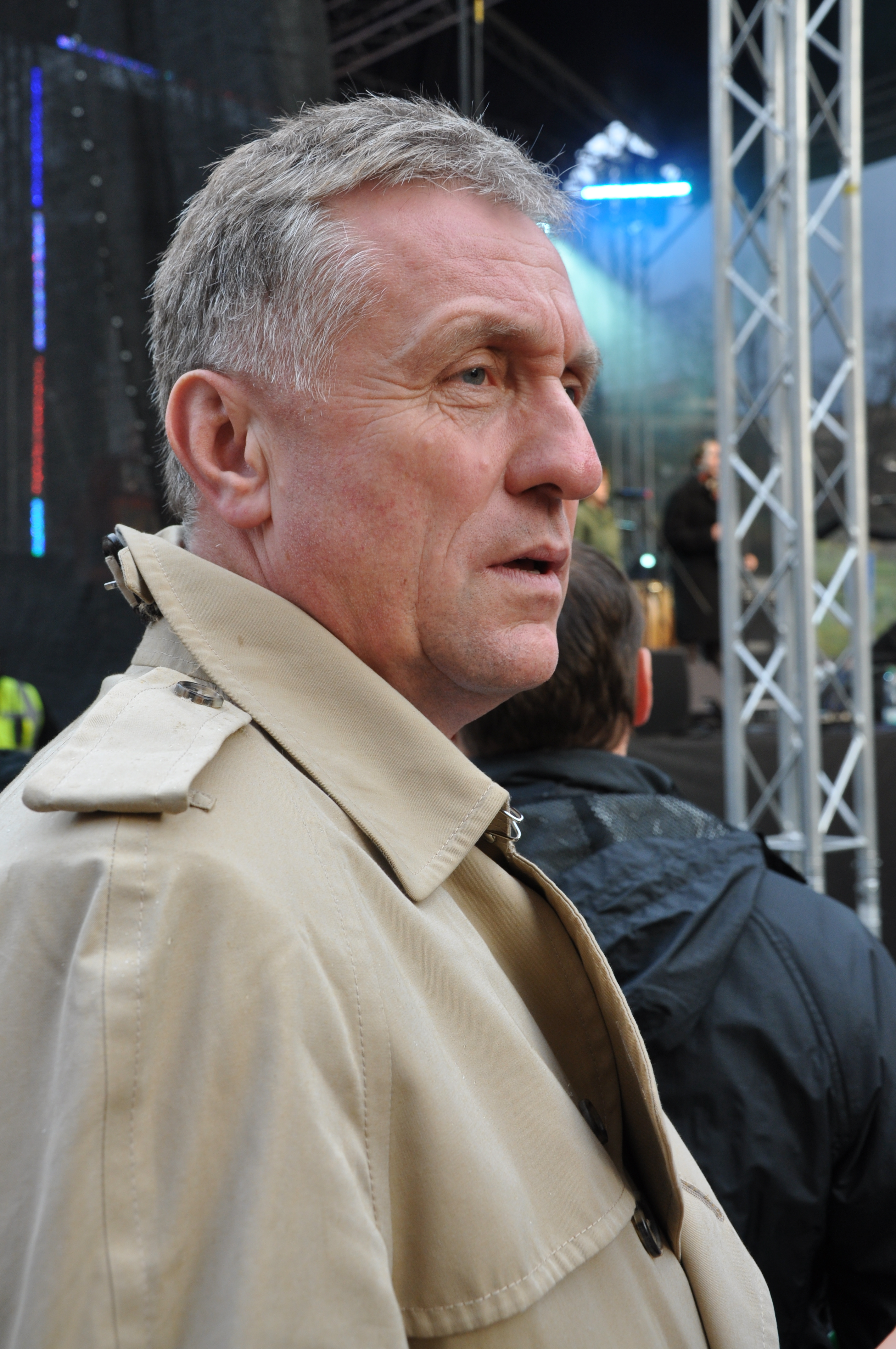
Председатель Мирек Тополанек

- Президентские выборы в 2003 году, в которых победил Вацлав Клаус;
- Первые выборы в Европейский парламент в 2004 году;
- Выборы в Сенат и региональные выборы в 2004 году;
- Парламентские выборы в 2006 году, после которых Мирек Тополанек возглавил правительство;
- Выборы в Сенат и муниципальные выборы в 2006 году;
- Президентские выборы в 2008 году, в которых вновь победил Вацлав Клаус;

После парламентских выборов в 2006 году, партия заключила коалицию с KDU-ČSL и Партией зелёных, после чего возникло первое правительство Тополанка. Однако коалиционные партии имели лишь 100 мандатов из 101 необходимых и поэтому им пришлось обращаться за помощью к депутатам, которые покинули родную ČSSD. К концу 2006 года, партия доминировала на политической арене. Президентом страны был Вацлав Клаус, премьер-министром Мирек Тополанек, председателем Сената Пржемысл Соботка, 12 из 13 гетманов были членами партии, приматорами Праги, Брно, Чешских Будеёвиц и других городов, также были членами партии. Исключением из этого был Милослав Влчек, который был членом социал-демократической партии и был председателем Палаты депутатов.

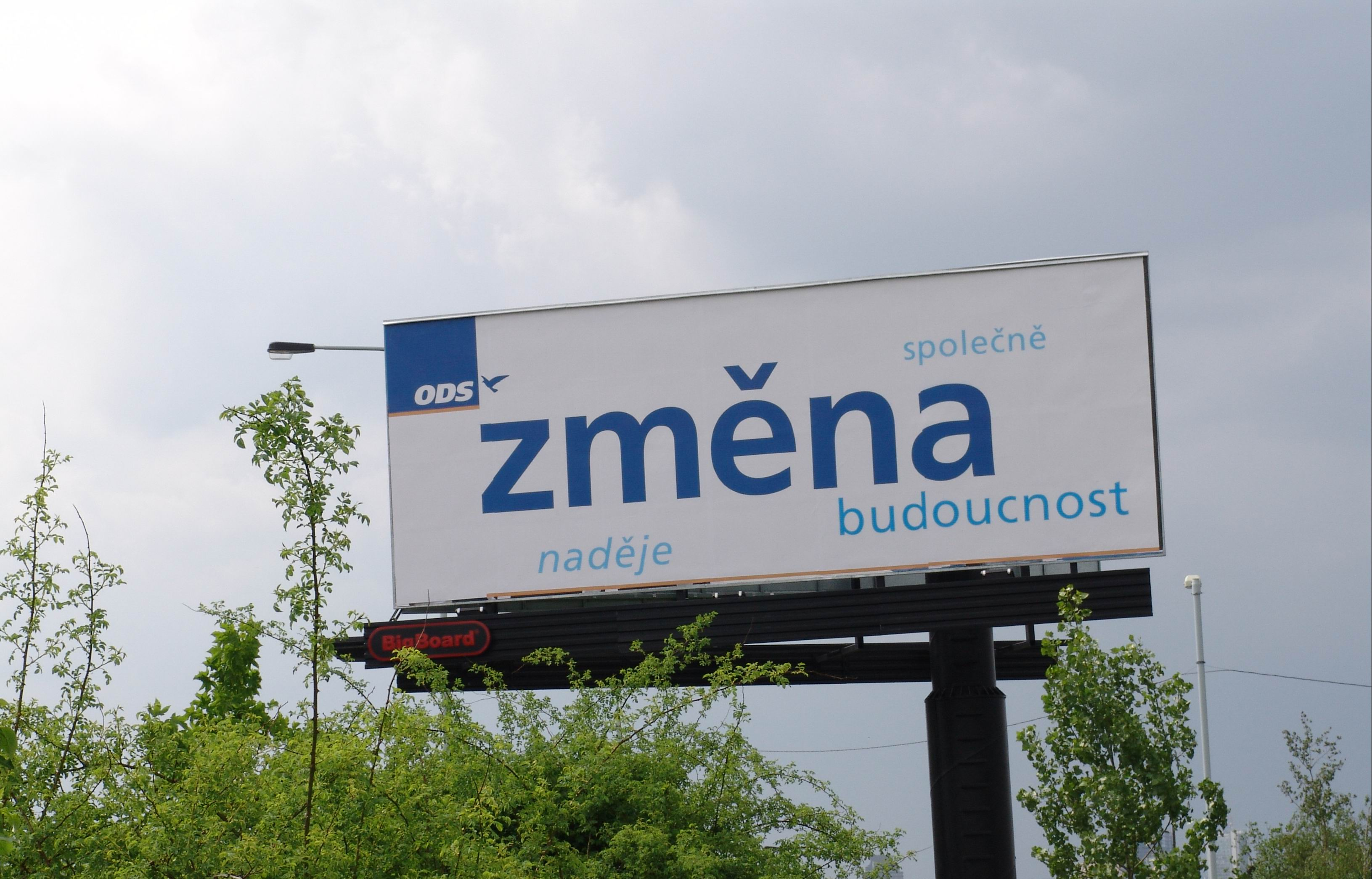
Агитационный плакат перед выборами в 2006 году

Среди наиболее важных шагов правительства Тополанка, были реформа государственных финансов, подготовка к председательству в Совете ЕС в первой половине 2009 года, а также пенсионная реформа и реформа здравоохранения. Проигрыш на выборах в Сенат и региональных выборах осенью 2008 года, когда оппозиционная ČSSD одержала подавляющую победу, стал питательной средой для критики партийного руководства Тополанка и усилил более консервативно настроенных так называемых «мятежников» во главе с министром финансов и депутатом Властимилом Тлустым, президентом Клаусом и приматором Праги Павлом Бемом. Отношения между ними и руководством партии быстро испортились, что привело к демонстративному уходу Вацлава Клауса с очередного конгресса партии и отказу от поста почётного председателя. На том же конгрессе, Павел Бем попытался заменить Тополанка на посту председателя партии, однако Тополанку удалось отстоять свою позицию. Однако внутри партий правящей коалиции начали возникать разногласия, что вылилось в падение правительства на заседании парламента в марте 2009 года. Новым премьер-министром стал беспартийный экономист Ян Фишер, который сформировал промежуточное правительство.
В апреле 2010 года Мирек Тополанек покинул пост председателя партии. Его заменил на этом посту Петр Нечас.

### Эра Петра Нечаса (2010—2013)
Парламентским выборам в 2010 году предшествовала бурная и самая продолжительная избирательная кампания, продолжавшаяся практически с момента вынесения вотума недоверия правительству Тополанека в марте 2009 года. Первоначально предполагалось, что досрочные выборы состоятся уже в октябре 2009 года. Однако Конституционный суд, по основании жалобы депутата Милоша Мелчака от ČSSD, отменил принятый парламентом закон, который предполагал проведение досрочных выборов так же, как и в аналогичной ситуации в 1998. Впоследствии возник широкий политический консенсус по поправке в Конституцию, закрепившей возможность самороспуска нижней палаты парламента. Однако непосредственно перед голосованием о роспуске Палаты, социал-демократическая партия во главе с их лидером Иржи Пароубком нарушила принятые договоренности и не допустила проведения выборов в ноябре 2009 года из-за опасений за собственный успех на выборах. Таким образом, выборы состоялись в мае 2010 года, и срок полномочий правительства Яна Фишера продлился более чем на год.
Несмотря на то, что партия не победила на выборах, она начала вести переговоры с ТОР 09 и VV практически сразу после выборов. Президент Вацлав Клаус поддержал желание правоцентристских партий сформировать новое правительство, поддержанное их беспрецедентным большинством (118 из 200 мандатов) в Палате депутатов, и поручил Петру Нечасу вести переговоры о формировании правительства. Коалиционное соглашение, подписанное между партиями, разделило места в правительстве между договаривающимися сторонами в соотношении 6:5:4. Главой правительства становился Петр Нечас, министром обороны Александр Вондра, а министром юстиции Иржи Поспишил. Партия также получило  министерство окружающей среды, министерство промышленности и торговли и министерство сельского хозяйства. Новое правительство было приведено к присяге 13 июля и 10 августа получило доверие парламента. Правительство было непопулярным и нестабильным из-за коррупционных скандалов связанных с рядом министров, распаду VV и создания LIDEM, неудачных реформ и экономической рецессии.
На муниципальных выборах, прошедших одновременно с первым туром выборов в Сенат в октябре 2010 года, партия отстояла свое первенство среди политических партий по числу завоеванных мандатов.
На региональных выборах в 2012 году, партия победила только в Пльзеньском крае, а на общенациональном уровне заняла третье место. Партия подтвердила свою лидерскую роль среди правоцентристских избирателей.
В июне 2013 года начался политический кризис, после того как полиция устроила обыски и задержания в здании правительства под руководством Роберта Шлахты из-за «Дела Надёвой» (чеш. Kauza Nagyová). Последующее расследование в отношении окружения Петра Нечаса наконец завершилось спустя годы осуждением любовницы премьер-министра, которая заставила спецслужбы страны следить за его тогдашней женой. После обысков, Петр Нечас объявил о своей отставке, что равняется отставке целого правительства. Во время кризиса, партия столкнулась с резкими нападками и осуждением со стороны СМИ, а также левой и популистской оппозиции. Через несколько дней после отставки правительства Нечаса, партии бывшей коалиции договорились о продолжении коалиционного сотрудничества и создании нового правительства, которое должна была возглавить депутат и вице-председатель партии Мирослава Немцова. Однако президент Милош Земан не согласился с этим и вопреки конституционному обычаю, назначил новое правительство во главе с Иржи Русноком, которое, как и ожидалось, не получило доверия парламента и продолжило править в отставке. В результате этих событий депутаты проголосовали за роспуск Палаты депутатов, что открыло дорогу к досрочным выборам в октябре 2013 года. 
Лидером партии на выборах была Мирослава Немцова, исполняющим обязанности председателя партии, вместо ушедшего в отставку Петра Нечаса, стал первый заместитель председателя Мартин Куба. На выборах партия получила на выборах 7,72 % голосов и всего 16 мандатов, что стало наихудшим результатом в истории партии, партия даже потеряла лидерство среди правоцентристских партий, уступив своё первенство TOP 09. Партия ушла в оппозицию на 8 лет.

### Эра Петра Фиалы (с 2014)
На партийном съезде в январе 2014 года новым председателем партии был избран профессор, бывший проректор Масарикова университета и беспартийный министр образования в правительстве Петра Нечаса Петр Фиала, который вступил в партию в ноябре 2013 года. Он победил в этой борьбе Мирославу Немцову, которая также планировала стать председателем партии.
На выборах в Европейский парламент в мае 2014 года, партия в рамках своей избирательной кампании представила видение «еврореалистической» политики. Гражданские демократы отвергли простой антагонизм по отношению к Европейскому союзу, но и не согласились на дальнейшую передачу власти Брюсселю. Главным мотивом кампании стала «Петиция о кроне», в рамках которой было собрано более 40 тысяч подписей граждан, выразивших таким образом желание сохранить корону и не принимать евро. Пост депутата Европарламента защитили депутат Ян Заградил и бывший гейтман Евжен Тошеновский.
Вопреки прогнозам многих комментаторов, партия добилась успеха на муниципальных выборах, состоявшихся в октябре 2014 года. По проценту набранных голосов партия была третьей по силе, уступая только ANO 2011 и ČSSD. В том же году под давлением СМИ, партии пришлось вернуть миллион крон из подозрительного спонсорского пожертвования молодой парикмахерши Сабины Спаловской.

## Организационная структура
Гражданская демократическая партия состоит из региональных ассоциаций, региональные ассоциации из областных ассоциаций, областные ассоциации из местных ассоциаций. Высший орган — конгресс партии (kongres strany), между конгрессами — исполнительный совет (výkonná rada), высший контрольный орган — арбитражный комитет, высшие органы региональных ассоциаций — региональные сеймы (regionální sněm), между региональными сеймами — региональные советы (regionální rada), контрольные органы региональных организаций — арбитражные комитеты регионов, высшие органы областных ассоциаций — областные сеймы (oblastní sněm), между областными сеймами — областные советы (oblastní rada), контрольные органы областных организаций — арбитражные комитеты областей, высшие органы местных ассоциаций — местные сеймы (místní sněm), между местными сеймами — местные советы (místní rada).

## Результаты на выборах

### Выборы в Чехословакии

#### Выборы вЧешский национальный совет
| Год  | Голоса    | Голоса | Изменения | Изменения | Мандаты   | +/-     | Правительство | Примечания |
| Год  | Голоса    | %      | Голоса    | %         | Мандаты   | +/-     | Правительство | Примечания |
| ---- | --------- | ------ | --------- | --------- | --------- | ------- | ------------- | --- |
| 1992 | 1 924 483 | 29,73  | Впервые   | Впервые   | 66 из 200 | Впервые | Да            | Участвовали на выборах в коалиции с Христианско-демократической партией (Křesťanskodemokratická strana) Коалиционное правительство с KDU-ČSL, ODA и KS (Křesťanskodemokratická strana) |

### Выборы в Чешской Республике

#### Выборы вПалату депутатов Парламента Чешской Республики
| Год  | Голоса    | Голоса | Изменения                 | Изменения                 | Мандаты             | +/-  | Правительство | Примечания |
| Год  | Голоса    | %      | Голоса                    | %                         | Мандаты             | +/-  | Правительство | Примечания |
| ---- | --------- | ------ | ------------------------- | ------------------------- | ------------------- | ---- | ------------- | --- |
| 1996 | 1 794 560 | 29,62  | ▼ 129 923                 | ▼ 0,11                    | 68 из 200           | ▲ 2  | Да            | Коалиционное правительство с KDU-ČSL и ODA |
| 1998 | 1 656 011 | 27,74  | ▼ 138 549                 | ▼ 1,88                    | 63 из 200           | ▼ 5  | Нет           | Были в оппозиции, но поддерживали правительство ČSSD (см.также Оппозиционное соглашение)                                                                                                |
| 2002 | 1 166 975 | 24,47  | ▼ 489 036                 | ▼ 3,27                    | 58 из 200           | ▼ 5  | Нет           | Оппозиция |
| 2006 | 1 892 475 | 35,38  | ▲ 725 500                 | ▲ 10,91                   | 81 из 200           | ▲ 23 | Да            | Коалиционное правительство с KDU-ČSL и SZ |
| 2010 | 1 057 792 | 20,22  | ▼ 834 683                 | ▼ 15,16                   | 53 из 200           | ▼ 28 | Да            | Коалиционное правительство с TOP 09 и Дела общественные |
| 2013 | 384 174   | 7,72   | ▼ 673 618                 | ▼ 12,50                   | 16 из 200           | ▼ 37 | Нет           | Оппозиция |
| 2017 | 572 962   | 11,32  | ▲ 188 788                 | ▲ 3,60                    | 25 из 200           | ▲ 9  | Нет           | Оппозиция |
| 2021 | 1 493 905 | 27,79  | В рамках коалиции «SPOLU» | В рамках коалиции «SPOLU» | 71 из 200 34 из 200 | ▲ 9  | Да            | Принимали участие в выборах в коалиции с TOP 09 и KDU-ČSL Благодаря преференциальному голосованию получили 34 мандата из 71 Коалиционное правительство с STAN, KDU-ČSL, TOP 09 и Piráti |

#### Выборы вСенат Чехии
| Год  | Первый тур | Первый тур | Второй тур | Второй тур | Мандаты  | Мест в Сенате | +/-  |
| Год  | Голоса     | %          | Голоса     | %          | Мандаты  | Мест в Сенате | +/-  |
| ---- | ---------- | ---------- | ---------- | ---------- | -------- | ------------- | ---- |
| 1996 | 995 151    | 36,04      | 1 134 044  | 49,15      | 32 из 81 | 32 из 81      | ▲ 32 |
| 1998 |            |            |            |            | 9 из 27  | 28 из 81      | ▼ 4  |
| 2000 |            |            |            |            | 8 из 27  | 23 из 81      | ▼ 5  |
| 2002 |            |            |            |            | 9 из 27  | 27 из 81      | ▲ 4  |
| 2003 | 10 555     | 29,82      | 11 136     | 48,00      | 1 из 2   | 27 из 81      | ▬    |
| 2004 |            |            |            |            | 18 из 27 | 36 из 81      | ▲ 9  |
| 2006 |            |            |            |            | 14 из 27 | 41 из 81      | ▲ 5  |
| 2008 |            |            |            |            | 3 из 27  | 36 из 81      | ▼ 5  |
| 2010 |            |            |            |            | 8 из 27  | 25 из 81      | ▼ 11 |
| 2012 |            |            |            |            | 4 из 27  | 15 из 81      | ▼ 10 |
| 2014 |            |            |            |            | 2 из 27  | 14 из 81      | ▼ 1  |
| 2016 |            |            |            |            | 3 из 27  | 9 из 81       | ▼ 5  |
| 2018 | 163 630    | 14,99      | 102 941    | 24,69      | 10 из 27 | 15 из 81      | ▲ 5  |
| 2020 | 140 293    | 14,07      | 82 377     | 18,23      | 5 из 27  | 18 из 81      | ▲ 3  |
| 2022 | 151 908    | 13,7       | 111 071    | 23,2       | 8 из 27  | 23 из 81      | ▲ 5  |
| 2024 | 125 449    | 15,8       | 92 424     | 23,7       | 5 из 27  | 18 из 81      | ▼ 5  |

#### Выборы вЕвропейский парламент
| Год  | Голоса  | Голоса | Изменения | Изменения | Мандаты | +/-     |
| Год  | Голоса  | %      | Голоса    | %         | Мандаты | +/-     |
| ---- | ------- | ------ | --------- | --------- | ------- | ------- |
| 2004 | 700 942 | 30,04  | Впервые   | Впервые   | 9 из 24 | Впервые |
| 2009 | 741 946 | 31,45  | ▲ 41 004  | ▲ 1,41    | 9 из 22 | ▬       |
| 2014 | 116 389 | 7,67   | ▼ 625 557 | ▼ 23,78   | 2 из 21 | ▼ 7     |
| 2019 | 344 885 | 14,54  | ▲ 228 496 | ▲ 6,87    | 4 из 21 | ▲ 2     |

## Список председателей

### Председатели
- Вацлав Клаус (1991—2002)
- Мирек Тополанек (2002—2010)
- Петр Нечас (2010—2013)
- и.о. Мартин Куба (2013—2014)[11]
- Петр Фиала (с 2014)

### Почётные председатели
- Вацлав Клаус (2002—2008)

## Логотип партии

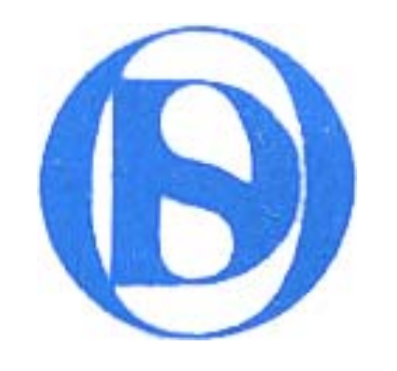
Логотип партии (1991-1992)
Символ партии (1994–2015)
Логотип партии (с 2015)+-